# Сектор газа
Вижте пояснителната страница за други значения на Сектор газа.
„Сектор газа“ или „Сектор Газа“ (на български: „Сектор на газа“) е рок група от Воронеж, Русия, придобила изключителна популярност през 90-те години на XX век.

## Наименование
Наименованието на групата няма нищо общо с Ивицата Газа (на руски: «Сектор Газа») в Палестина. То произлиза от индустриалния Левобрежен район на Воронеж, наричан на шега от хората Сектор на газа (Сектор газа) заради многото димящи заводи. В този район по онова време се намира воронежкият рок-клуб, където започва историята на групата.

## История
Групата е основана от Юрий Клинских, известен с псевдонима си Юра Хой, вокалист и автор на всички песни на групата.
За рожден ден на групата се счита 5 декември 1987 г., когато Хой участва с репертоара на бъдещата група в концерт на Воронежкия рок клуб. Първоначално „Сектор газа“ е негов самостоятелен проект, в който той свири с гост-музиканти. Първият постоянен състав се сформира чак в средата на 1988 г. като в него влизат Олег Крючков (ударни), Семьон Титиевски (бас китара) и Сергей Тупикин (китара). По-късно Тупикин е сменен от Игор Кушчев (Кущев).
В този състав групата записва 2 демо-аблума. Записват албумите си „Зловещие мертвецы“ и „Ядрёна вошь“ („Ядрена въшка“) в професионалното студио Black box през 1990 г. За да наеме студиото, Юрий Клинских продава мотоциклета си. Жаргонните и понякога нецензурни текстове помагат на групата да добие популярност и да се изяви извън Воронеж.
През 1991 г. записва в студио „Мир“ в Москва, продуцент ѝ става Фидел Симонов. Съставът на групата е коренно променен, като остава само Хой. Поканени са нови музиканти, сред които китаристът Игор Жирнов, който остава в групата до края на съществуването ѝ.
Групата подписва договор с Gala Records, която е първата частна музикална компания в СССР. Те преиздават демо-албума „Колхозный панк“ в тираж от 100 000 броя. Клипът към едноименната песен се завърта по телевизията и донася още по-голяма известност на групата. През 1992 г. издават албума „Гуляй, мужик!“. Освен това групата прави мащабно турне, изнасяйки по 40 концерта годишно. През 1993 г. излиза албумът „Нажми на газ“ („Натисни газта“), след което съставът отново се сменя.
В средата на 90-те години групата започва да залага на по-сериозни песни, като променя стила си. Песните „30 лет“, Life, „Твой звонок“, „Туман“ („Мъгла“) стават хитове, като последната често е пускана по телевизионни канали. През 1997 г. е издаден албумът „Наркологический университет миллионов“ („Наркологичен университет на милиони“), а песента „Пора домой“ („Време е да си ходим“) продължава военната тематика от предния албум. Групата участва във фестивала „Звуковая дорожка“ („Звукова пътечка“) и в концерта на Червения площад по случай Деня на победата.
На 25 юни 2000 г. Юрий Клинских участва в „Звуковая дорожка“ на празника на вестник „Московски консомолец“, където изпява песента „Демобилизация“, но след първия куплет инструменталът спира да работи. Това се оказва последното изпълнение на Хой, който умира от сърдечен удар 10 дни след това. Неговата смърт слага край на съществуването на „Сектор Газа“.

## Музикален стил
Стилът на „Сектор Газа“ се характеризира като пънк рок. Лидерът на групата Юрий Клинских е повлиян от различни стилове – от рап до хевиметъл, и характеризира творчеството си като фюжън. Аранжиментите на песните напомнят поп музиката от 80-те години на XX век, а в текстовете преобладават разговорни и нецензурни думи. Лирическите герои са обикновени хора от селото, често с ниска обща култура, осмивани в текстовете на „Сектор газа“. В по-късен период от творчеството на Хой преобладават военните песни, които стават и хитове.

## Дискография
1. Плуги-вуги, 1989 (демо)
2. Колхозный панк, 1989 (демо)
3. Зловещие мертвецы, 1990
4. Ядрёна вошь, 1990
5. Ночь перед Рождеством, 1991
6. Колхозный панк, 1991
7. Гуляй, мужик!, 1992
8. Нажми на газ, 1993
9. Сектор газа, 1993
10. Танцы после порева, 1994
11. Кащей Бессмертный, 1994
12. Газовая атака, 1996
13. Наркологический университет миллионов, 1997
14. Сектор газа, 1997 (преиздаден)
15. Восставший из Ада, 2000
16. Extasy, 1999 (ремикс)
17. Extasy 2, 1999 (ремикс)